# Franz Brantzky

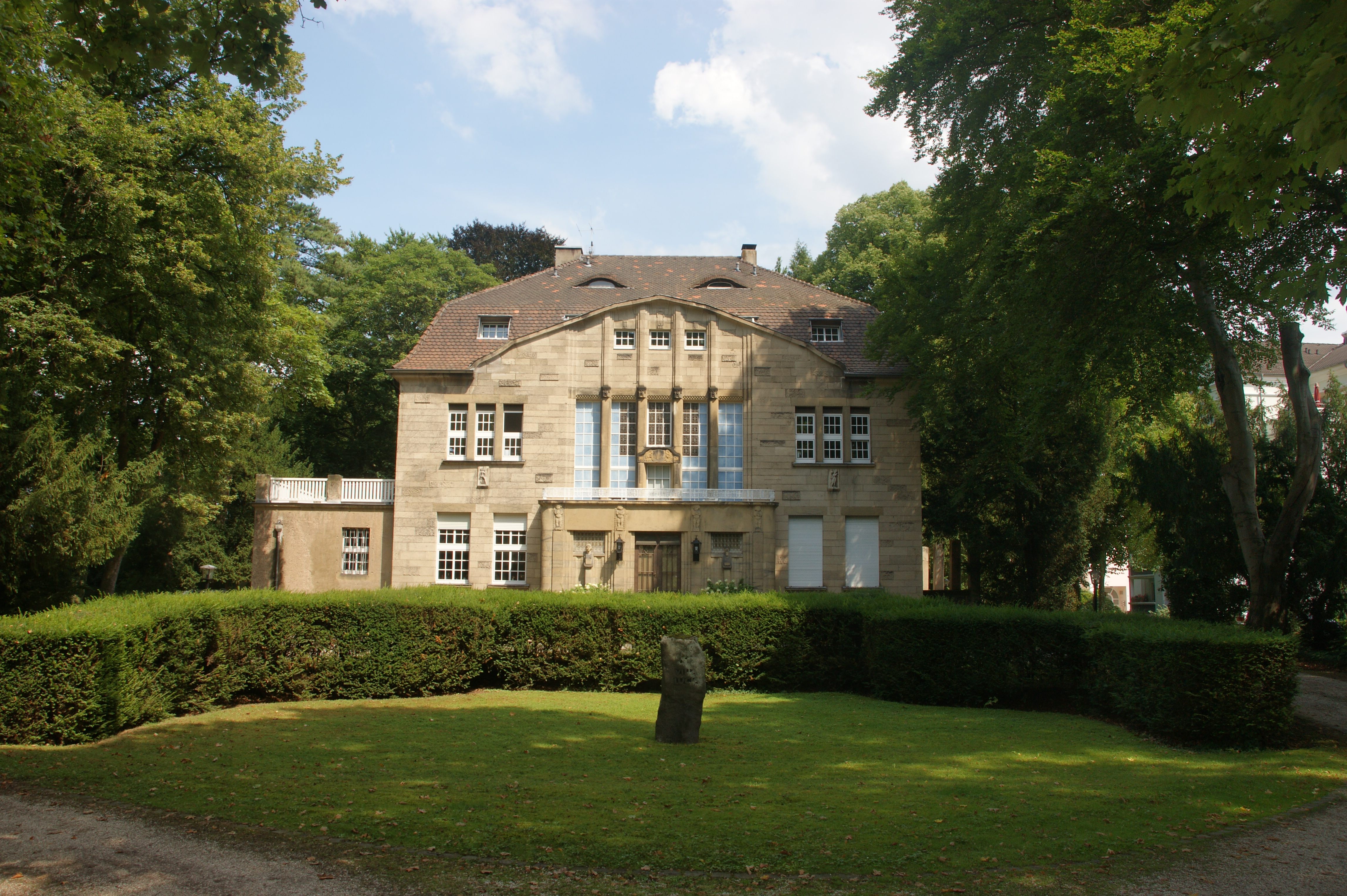
Villa Lucia in Bad Breisig, entworfen von Franz Brantzky (2010)

Franz Brantzky (* 19. Januar 1871 in Köln; † 28. April 1945 in Dinkelsbühl) war ein deutscher Architekt, Bildhauer und Maler.

## Leben
Brantzky absolvierte an den gewerblichen Fachschulen in Köln eine Ausbildung in Dekorationsmalerei, Modellieren und Ziselieren und arbeitete ab 1888 im Atelier des Architekten Georg Eberlein. Ab 1896 war er selbständiger Architekt und erzielte zahlreiche Wettbewerbserfolge, zum Beispiel für seinen Entwurf für die Bergschule Bochum. Ab 1902 studierte er an der Akademie der Bildenden Künste München bei Franz von Stuck und eröffnete im gleichen Jahr sein „Atelier für künstlerische Architektur und Ausführung“. Er arbeitete ab 1904 wieder in Köln und konzipierte als Architekt Denkmäler, Villen und die Staumauer der Möhnetalsperre, damals die größte Sperrmauer in Europa, und 1908 den Anbau zum Kunstgewerbemuseum für das damals neue Museum Schnütgen. Brantzky nahm als Soldat am Ersten Weltkrieg teil. Bei seinem Tod im Jahre 1945 war er völlig verarmt.

## Architekt im Kölner Karneval
Brantzky entwarf in den 1920er und 1930er Jahren zahlreiche Karnevalswagen für den Kölner Rosenmontagszug. In der Zeit des Nationalsozialismus waren darunter auch solche, die sich kritisch mit NS-Amtsträgern auseinandersetzten. Später verwandte er jedoch auch antisemitische Motive für seine Wagen. Das Festkomitee Kölner Karneval beauftragte ihn 1936 und 1937 mit der Gesamtbauleitung des Rosenmontagszuges.

## Bauten und Entwürfe (Auswahl)

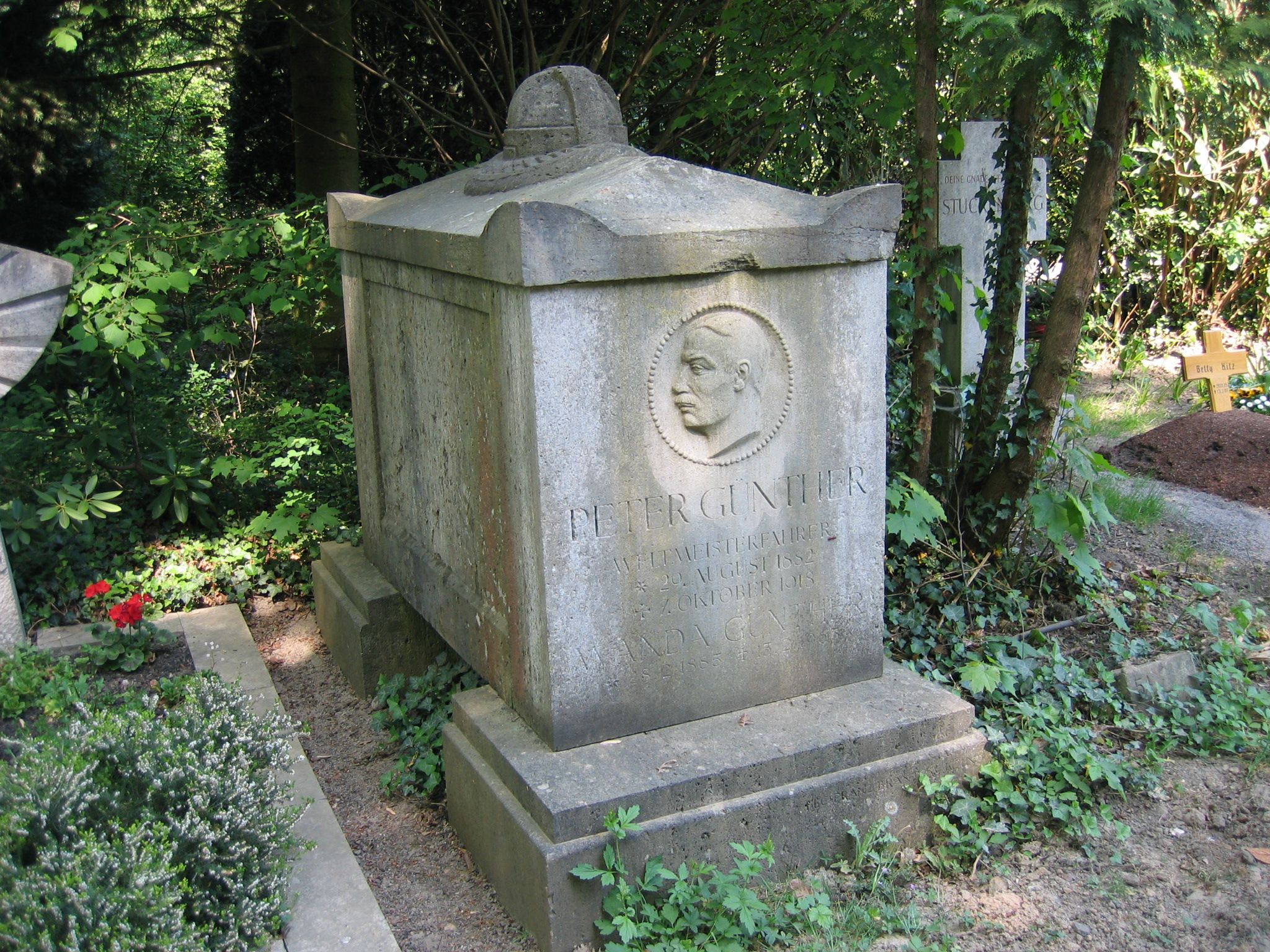
Grabstein für den 1918 tödlich verunglückten Kölner Radrennfahrer Peter Günther (2007)

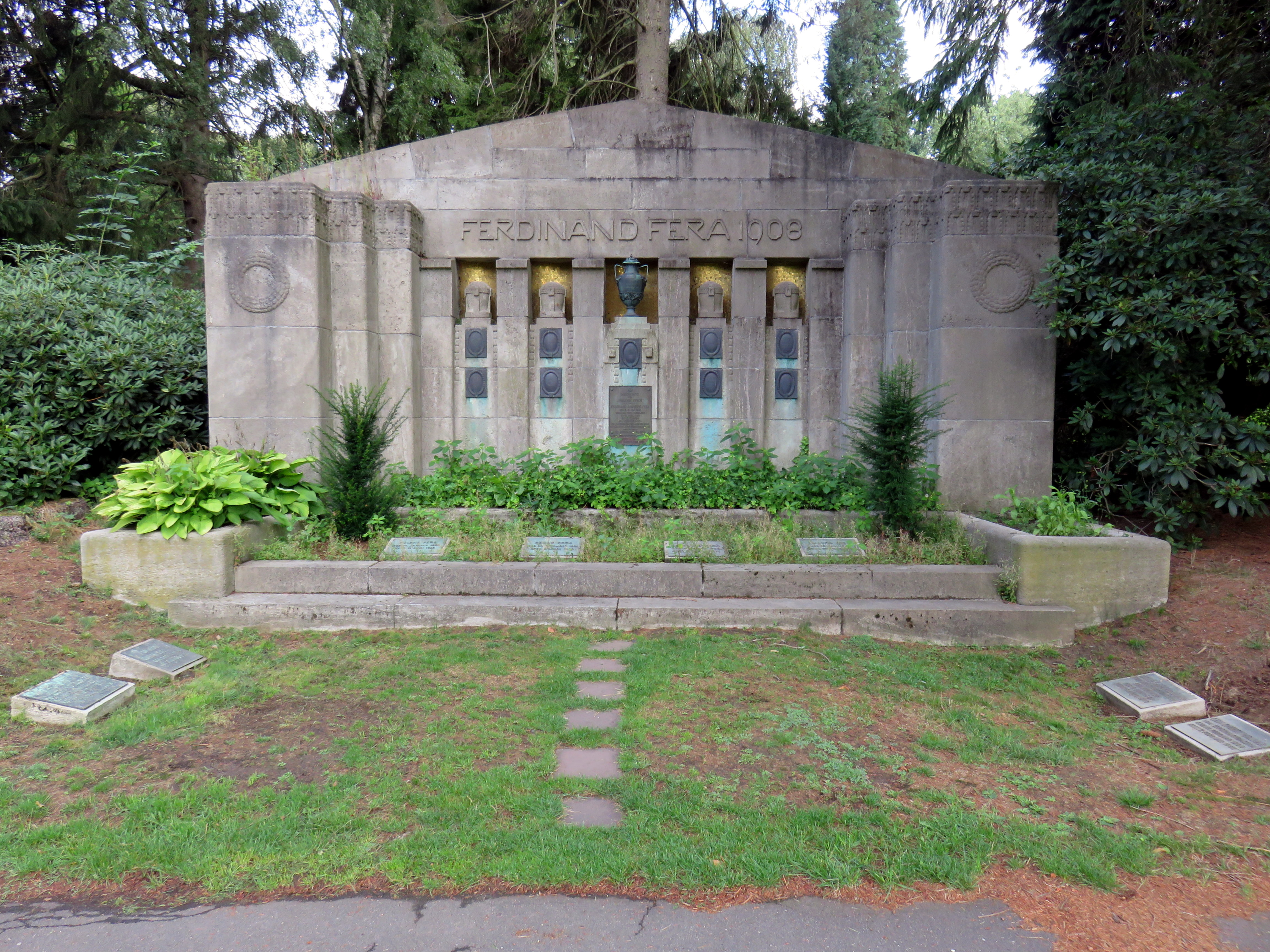
Grabmal der Familie Fera auf dem Friedhof Ohlsdorf (2018)

- 1896: Wettbewerbsentwurf, Ausführung 1897–1898: Bergschule in Bochum, Herner Straße 45
- 1896: Wettbewerbsentwurf, Ausführung 1897–1899: Kunstgewerbemuseum in Köln am Hansaplatz
- 1898: Wettbewerbsentwurf, Ausführung 1898–1900: Dienstgebäude der Handels- und Gewerbekammer in Reichenberg in Böhmen[1]
- 1901–1903: Villa Bungarten in Bonn, Adenauerallee 89a
- 1905: Ausstellungsgebäude für die Handwerks- und Kunstgewerbeausstellung Köln 1905
- 1906: Wohnhaus Rolandstraße 70 in Köln-Süd
- 1907: Wettbewerbsentwurf für das Haus des Bildhauers Josef Moest in Köln-Heumar (1. Preis)
- 1908: Grabmal für die Familie Ferdinand Fera auf dem Friedhof Ohlsdorf in Hamburg
- 1908: Wettbewerbsentwurf, Ausführung bis 1913: Gestaltung der Staumauer und der Hochbauten der Möhnetalsperre (1. Preis)
- 1908–1909: Wohnhaus für Hugo Knops, genannt „Villa Lucia“, in Bad Breisig
- 1908–1910: Schnütgenmuseum in Köln, Hansaring 32a
- 1909: Wettbewerbsentwurf für die Kunstgewerbe- und Handwerkerschule in Köln (1. Preis)
- 1908 Entwurf, Ausführung 1909–1910: Villa für Dr. Wilhelm Kolvenbach in (Köln-) Rodenkirchen, Kirchstraße 13
- 1910: Wettbewerbsentwurf für ein Bismarckdenkmal in Uerdingen (1. Preis)
- 1910: drei Wettbewerbsentwürfe für ein Bismarck-Nationaldenkmal auf der Elisenhöhe bei Bingerbrück (ein Entwurf mit einem von zwei 2. Preisen prämiert; zwei Entwürfe nicht prämiert)[2]
- 1910: Innenraumgestaltung der evangelischen Christuskirche in Velbert (Gebäude von Architekt Carl Krieger)
- 1910: Museum für Ostasiatische Kunst in Köln
- 1910–1915: Römerbrunnen in Köln
- 1914: Entwurf für ein Denkmal mit Reiterstandbild Kaiser Wilhelms I. in Neuss (nicht ausgeführt)
- 1919: Grabstein für den Radrennfahrer Peter Günther auf dem Kölner Südfriedhof (Einweihung Ende November 1919)[3][4]
- 1926: Wettbewerbsentwurf, Ausführung bis 1931: Kriegerdenkmal 1914–18 mit Skulptur eines verwundeten Löwen in Sinzig
- 1927: Wettbewerbsentwurf für ein Heldenmal in Andernach (1. Preis)
- 1933: Denkmal für den Kölner SA-Mann Walter Spangenberg auf dem Melatenfriedhof in Köln[5]
- 1933/1934: Entwurf eines Nationaldenkmals auf dem Hammersteiner Werth

## Auszeichnungen
- 1905: Goldene Medaille der Stadt Köln
- 1909: Internationaler Kunstpreis München
- 1928: Ehrenmitgliedschaft der Kunstakademie Düsseldorf

## Schriften
- Reise-Skizzen, Berlin: Kanter & Mohr 1898.
- Architektur : 60 Tafeln in Autotypie, Strichätzung und Original-Radierung, Köln: Karl Geerling Verlag 1906 (Digitalisat).
- zusammen mit Fritz Bräuning und Georg R. Risse: Der Wettbewerb für die architektonische Ausbildung der Möhnetalsperre. In: Zentralblatt der Bauverwaltung, 1908, S. 61–65.
- Modell der evangelische Kirche für Velbert. In: Moderne Bauformen, 1909, S. 398.
- Der Römerbrunnen in Cöln a. Rh. In: Moderne Bauformen, 1916, S. 18–20.